# 盧容縣
盧容縣（盧容），中國古縣名。西漢始置，縣治在今越南承天順化省順化市北部，屬日南郡。另據越南史書記載，盧容縣故地為安南之三岐府（今越南廣南省三岐市）。南北朝後期沒入林邑國。隋朝收復，改為新容縣。唐初廢。

## 建置沿革
漢武帝元鼎六年（前111年），漢滅南越國，於南越國南部領地置日南郡，領盧容縣及朱吾縣、比景縣、西捲縣、象林縣五縣。盧容縣位於郡治西捲之南，象林以北。縣濱海，為兩河匯流入海處。東漢因之不改。三國時，日南郡為吳、晉爭奪地區。
吳赤烏十一年（248年），故象林縣之林邑國北侵，奪盧容縣，與吳國以壽泠縣為界。吳國置日南屬國，以屬國都尉領盧容縣故地。吳天紀二年（278年）罷日南郡。西晉初，收復盧容縣。太康三年（282年），省吳國所置之日南屬國，復置日南郡，於盧容縣境內僑置象林縣，為日南郡治所。南朝宋、齊因之不改。梁朝時，盧容縣為林邑國佔領。隋大業元年（605年）滅林邑，以盧容為新容縣，屬海陰郡。唐時廢棄，其地入林邑。
明永樂年間復交阯，於此地置化州，屬順化府。於盧容縣故地置士榮縣、茶偈縣、乍令縣。安南後黎朝末期，為阮氏廣南國首都，名富春。阮氏統一安南，以富春為國都，改名順化。